# Rice Bowl
Il Rice Bowl elegge la squadra campione nazionale di football americano in Giappone e si tiene ogni anno il 3 gennaio tra la vincitrice del campionato universitario di football americano (titolare del Koshien Bowl) e quella del campionato semiprofessionistico (titolare del Japan X Bowl).

## Risultati
Tra il 1947 e il 1982 il Rice Bowl era stato l'All Star Game del campionato universitario, disputato fra una selezione dell'Est e una selezione dell'Ovest.

### Risultati degli incontri tra squadre di college e squadre della X-League
Dal 1983 al 2020 il Rice Bowl è stato la finale nazionale disputata fra una squadra di college e una squadra della X-League.
| Stagione | Incontro | Squadra di college         | Punteggio | Squadra di X-League               | Stadio          | Spettatori |
| -------- | -------- | -------------------------- | --------- | --------------------------------- | --------------- | ---------- |
| 1983     | 37       | Kyoto University Gangsters | 29-28     | Renown Rovers                     | Stadio Olimpico |            |
| 1984     | 38       | Nihon Phoenix              | 53-21     | Renown Rovers                     | Stadio Olimpico |            |
| 1985     | 39       | Kwansei Gakuin Fighters    | 42-45     | Renown Rovers                     | Stadio Olimpico |            |
| 1986     | 40       | Kyoto University Gangsters | 35-34     | Renown Rovers                     | Stadio Olimpico |            |
| 1987     | 41       | Kyoto University Gangsters | 42-8      | Renown Rovers                     | Stadio Olimpico |            |
| 1988     | 42       | Nihon Phoenix              | 47-7      | Renown Rovers                     | Stadio Olimpico |            |
| 1989     | 43       | Nihon Phoenix              | 42-14     | Asahi Beer Silver Star            | Stadio Olimpico |            |
| 1990     | 44       | Nihon Phoenix              | 35-13     | Matsushita Electric Works Impulse | Tokyo Dome      |            |
| 1991     | 45       | Kwansei Gakuin Fighters    | 6-28      | Onward Oaks                       | Tokyo Dome      |            |
| 1992     | 46       | Kyoto University Gangsters | 20-29     | Asahi Beer Silver Star            | Tokyo Dome      |            |
| 1993     | 47       | Kwansei Gakuin Fighters    | 23-28     | Asahi Beer Silver Star            | Tokyo Dome      |            |
| 1994     | 48       | Ritsumeikan Panthers       | 14-16     | Matsushita Electric Works Impulse | Tokyo Dome      |            |
| 1995     | 49       | Kyoto University Gangsters | 35-21     | Matsushita Electric Works Impulse | Tokyo Dome      |            |
| 1996     | 50       | Kyoto University Gangsters | 16-19     | Recruit Seagulls                  | Tokyo Dome      |            |
| 1997     | 51       | Hosei Tomahawks            | 0-39      | Kajima Deers                      | Tokyo Dome      |            |
| 1998     | 52       | Ritsumeikan Panthers       | 16-30     | Recruit Seagulls                  | Tokyo Dome      |            |
| 1999     | 53       | Kwansei Gakuin Fighters    | 17-33     | Asahi Beer Silver Star            | Tokyo Dome      |            |
| 2000     | 54       | Hosei Tomahawks            | 13-52     | Asahi Soft Drink Challengers      | Tokyo Dome      |            |
| 2001     | 55       | Kwansei Gakuin Fighters    | 30-27     | Asahi Soft Drink Challengers      | Tokyo Dome      |            |
| 2002     | 56       | Ritsumeikan Panthers       | 36-13     | Seagulls                          | Tokyo Dome      |            |
| 2003     | 57       | Ritsumeikan Panthers       | 28-16     | Onward Skylarks                   | Tokyo Dome      |            |
| 2004     | 58       | Ritsumeikan Panthers       | 7-26      | Matsushita Electric Works Impulse | Tokyo Dome      | 28,000     |
| 2005     | 59       | Hosei Tomahawks            | 17-47     | Obic Seagulls                     | Tokyo Dome      | 28,041     |
| 2006     | 60       | Hosei Tomahawks            | 29-30     | Onward Skylarks                   | Tokyo Dome      | 32,598     |
| 2007     | 61       | Kwansei Gakuin Fighters    | 38-52     | Matsushita Electric Works Impulse | Tokyo Dome      | 34,487     |
| 2008     | 62       | Ritsumeikan Panthers       | 17-13     | Panasonic Electric Works Impulse  | Tokyo Dome      | 34,655     |
| 2009     | 63       | Kansai Kaisers             | 16-19     | Kajima Deers                      | Tokyo Dome      | 35,742     |
| 2010     | 64       | Ritsumeikan Panthers       | 0-24      | Obic Seagulls                     | Tokyo Dome      | 35,750     |
| 2011     | 65       | Kwansei Gakuin Fighters    | 28-38     | Obic Seagulls                     | Tokyo Dome      | 25,059     |
| 2012     | 66       | Kwansei Gakuin Fighters    | 15-21     | Obic Seagulls                     | Tokyo Dome      | 27,371     |
| 2013     | 67       | Kwansei Gakuin Fighters    | 16-34     | Obic Seagulls                     | Tokyo Dome      | 29,564     |
| 2014     | 68       | Kwansei Gakuin Fighters    | 24-33     | Fujitsu Frontiers                 | Tokyo Dome      | 30,361     |
| 2015     | 69       | Ritsumeikan Panthers       | 19-22     | Panasonic Impulse                 | Tokyo Dome      | 31,345     |
| 2016     | 70       | Kwansei Gakuin Fighters    | 13-30     | Fujitsu Frontiers                 | Tokyo Dome      | 33,521     |
| 2017     | 71       | Nihon Phoenix              | 9-37      | Fujitsu Frontiers                 | Tokyo Dome      | 34,500     |
| 2018     | 72       | Kwansei Gakuin Fighters    | 17-52     | Fujitsu Frontiers                 | Tokyo Dome      | 33,242     |
| 2019     | 73       | Kwansei Gakuin Fighters    | 14-38     | Fujitsu Frontiers                 | Tokyo Dome      | 31,752     |
| 2020     | 74       | Kwansei Gakuin Fighters    | 18-35     | Obic Seagulls                     | Tokyo Dome      |            |

### Risultati degli incontri tra della X-League
A partire dal 2021 il Rice Bowl è la finale della X-League.
| Stagione | Incontro | Vincitore         | Punteggio | Sconfitto         | Stadio     | Spettatori |
| -------- | -------- | ----------------- | --------- | ----------------- | ---------- | ---------- |
| 2021     | 75       | Fujitsu Frontiers | 24-18     | Panasonic Impulse | Tokyo Dome |            |
| 2022     | 76       | Fujitsu Frontiers | 29-21     | Panasonic Impulse | Tokyo Dome |            |
| 2023     | 77       | Fujitsu Frontiers | 16-10     | Panasonic Impulse | Tokyo Dome |            |
| 2024     | 78       | Panasonic Impulse | 34-27     | Fujitsu Frontiers | Tokyo Dome | 17,694     |

## Squadre per titoli vinti
| Squadra                            | Partecipazioni | Vittorie | Sconfitte |
| ---------------------------------- | -------------- | -------- | --------- |
| Nihon University Phoenix           | 5              | 4        | 1         |
| Kyoto University Gangsters         | 6              | 4        | 2         |
| Ritsumeikan University Panthers    | 8              | 3        | 5         |
| Kwansei Gakuin University Fighters | 14             | 1        | 13        |
| Kansai University Kaisers          | 1              | 0        | 1         |
| Hosei University Tomahawks         | 4              | 0        | 4         |

| Squadra                      | Partecipazioni | Vittorie | Sconfitte |
| ---------------------------- | -------------- | -------- | --------- |
| Fujitsu Frontiers            | 9              | 8        | 1         |
| Obic Seagulls                | 9              | 8        | 1         |
| Panasonic Impulse            | 11             | 5        | 6         |
| Asahi Beer Silver Star       | 4              | 3        | 1         |
| Lixil Deers                  | 2              | 2        | 0         |
| Onward Skylarks              | 3              | 2        | 1         |
| Asahi Soft Drink Challengers | 2              | 1        | 1         |
| Renown Rovers                | 6              | 1        | 5         |